# Carlo Saraceni

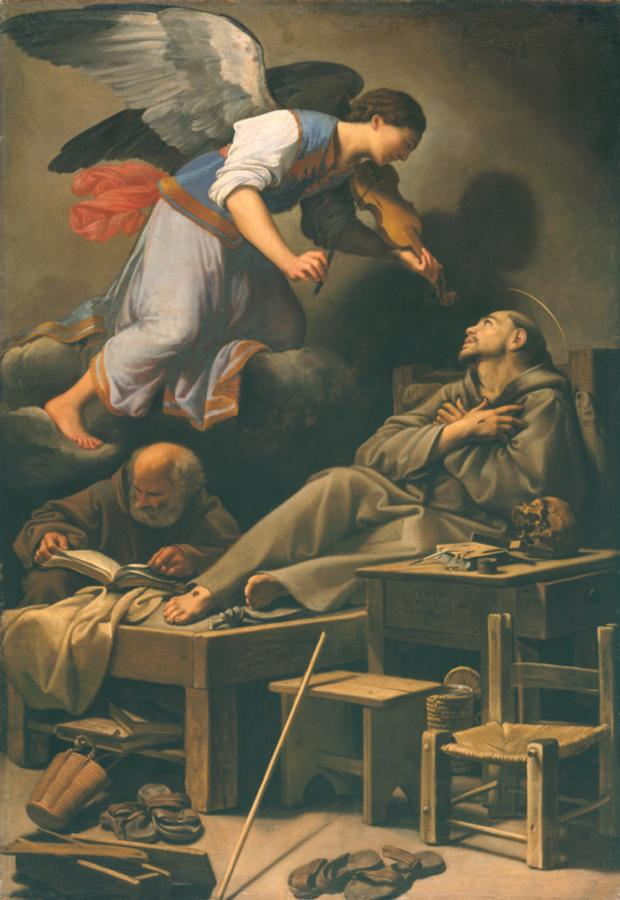
Carlo Saraceni – ”Den helige Franciskus syn” (cirka 1619). Alte Pinakothek, München

Carlo Saraceni, född 1579 i Venedig, död 1620 i Venedig, var en italiensk målare under ungbarocken.
Saraceni flyttade 1598 till Rom, där han anslöt sig till Accademia di San Luca 1607. Till en början influerades han av den tyske målaren Adam Elsheimers landskapsmålningar. 
Saracenis landsman Caravaggio hade fått i uppdrag att måla Jungfru Marie död för karmelitkyrkan Santa Maria della Scala i Trastevere, men den avfärdades som olämplig. Saraceni fick då i uppgift att utföra en ny version, och den accepterades av karmeliterna. Saraceni uppvisar tydlig påverkan från Caravaggios chiaroscuro-måleri med skarpa kontraster mellan ljus och skugga.